# レパード (ロケット)
レパード（Leopard）は、イギリスの2段式実験ロケット。
下段にルークを、上段にゴスリン（Gosling）を使用している。1959年から1962年にかけて11基がAberporthより打ち上げられ、そのうち初めの3基が失敗している。

## データ
- 総重量: 1,500 kg
- 全長: 6.00 m
- 直径: 0.44 m
- 高度: 20 km
- 初発射: 1959-10-22
- 最終発射: 1962-11-30